# Filip Jandourek

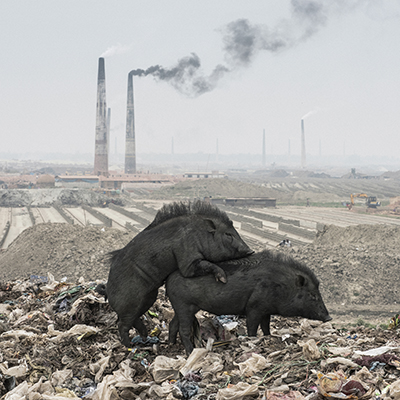
Two Piggies, Bangladesh, 2016

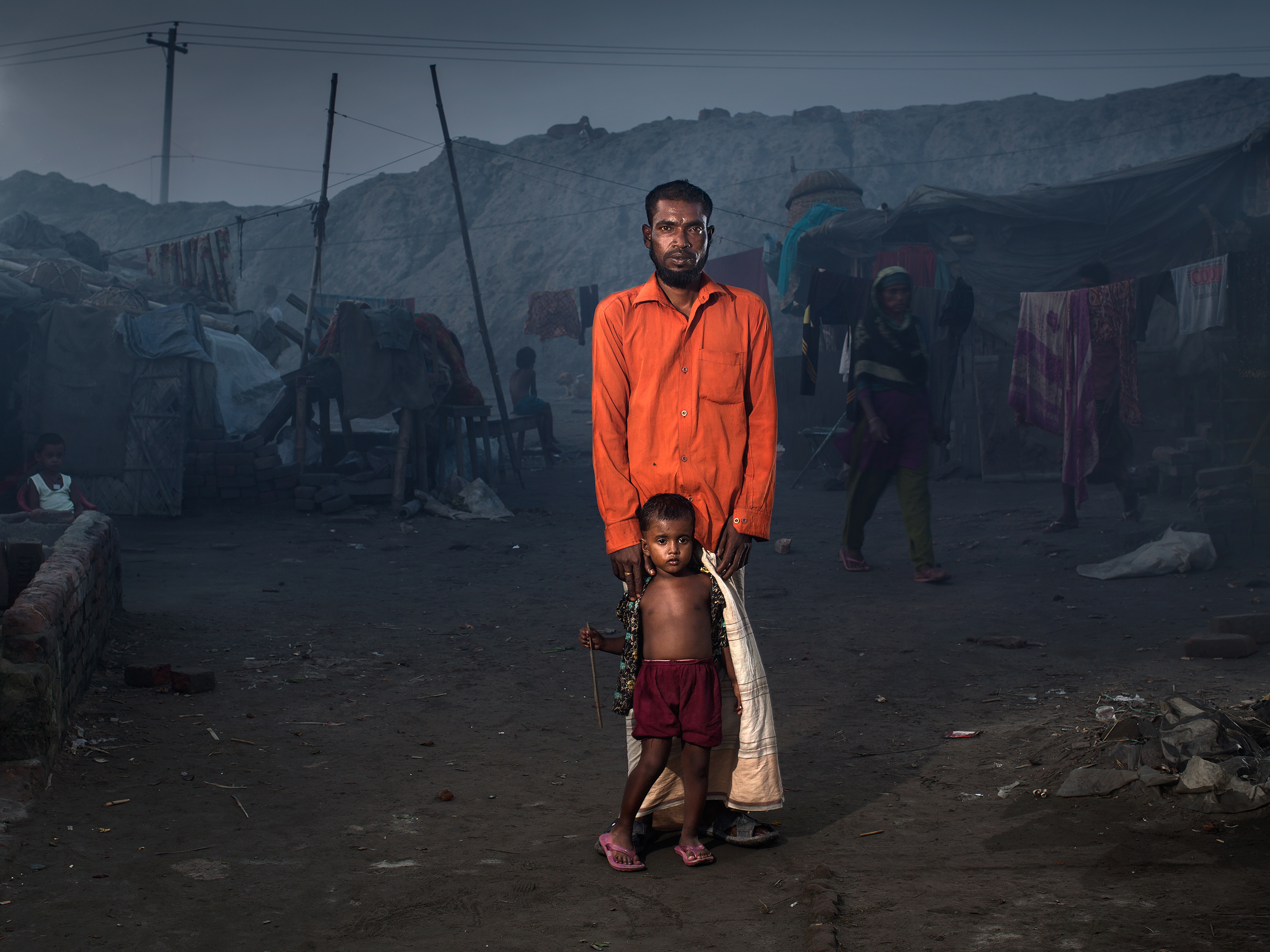
Ze souboru "Black Tears", Bangladesh, 2017

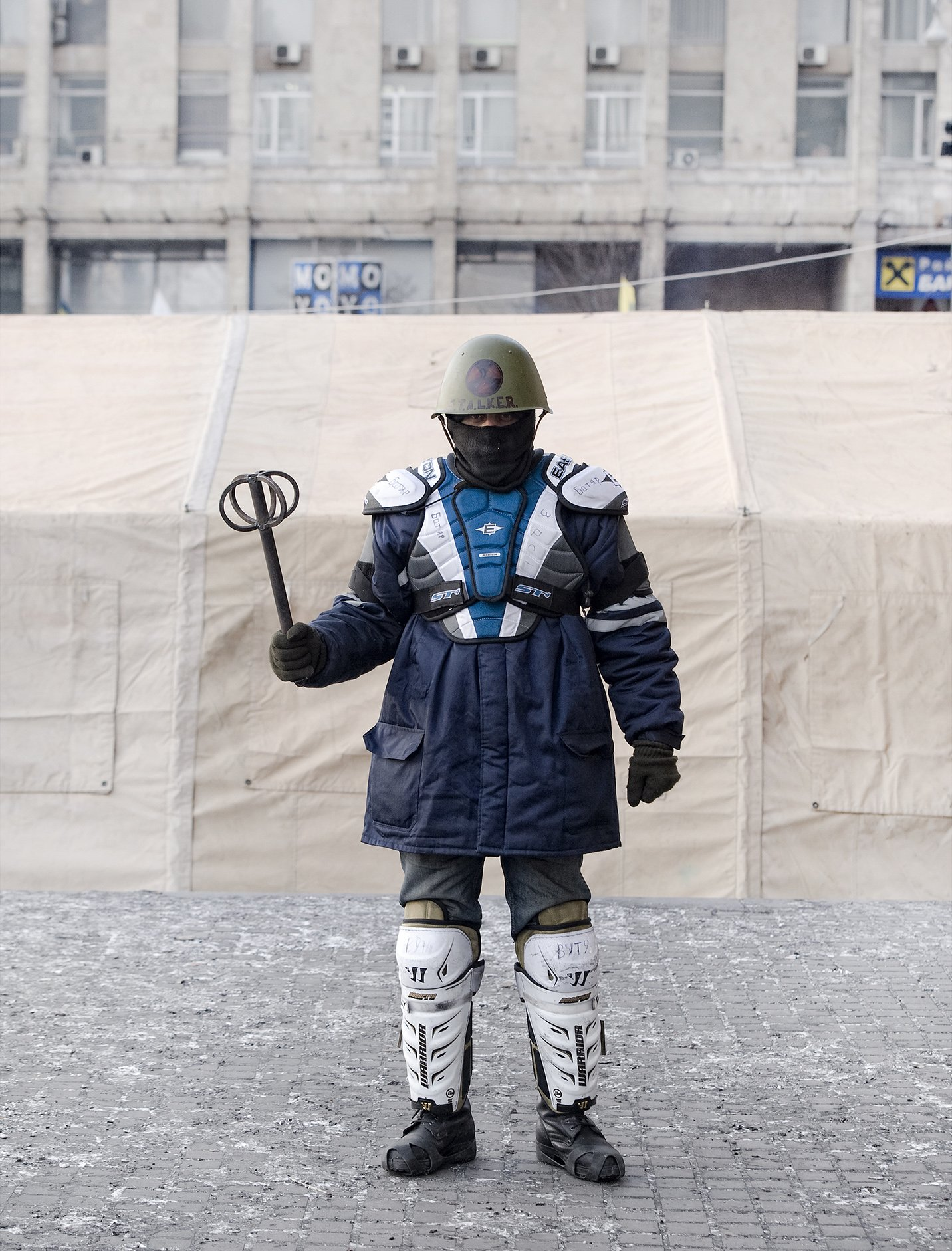
Ze souboru "Faces Of The Ukrainian Revolt", Kiev, Ukraina, 2014

Filip Jandourek (* 27. července 1978 Praha) je současný český fotograf.

## Život a dílo
Vystudoval Střední uměleckoprůmyslou školu v Praze a Institut tvůrčí fotografie v Opavě. Ve své volné fotografické tvorbě se věnuje portrétní a dokumentární fotografii.
Od roku 2008 profesionálně spolupracuje s českými i zahraničními periodiky jako například: Photo, Der Spiegel, The Guardian, Reportér magazín, Hospodářské noviny, atd.
V letech 2013–2015 několikrát navštívil Ukrajinu, kde pracoval na projektu o volyňských Češích, kteří se v souvislosti s napjatou situací na Ukrajině, chtějí vrátit zpět do Česka. Od roku 2016 pracuje na projektech, které jsou zaměřené na současné problémy Bangladéše.
Na fotografiích zachycuje zejména dopad člověka na životní prostředí a život lidí v nejvíce znečištěných místech Země.
Své fotografie vystavuje v Česku a také Polsku, Německu, Slovensku, Rakousku, Číně, Francii či Chorvatsku. Za své fotografie byl několikrát oceněn na soutěži Czech Press Photo.

## Ocenění
- Czech Press Photo 2013 – 3. místo Portrét
- Czech Press Photo 2014 – 1. místo Portrét
- Czech Press Photo 2014 – čestné uznání Portrét
- Czech Press Photo 2017 – 1. místo Portrét
- Slovak Press Photo 2017 - 2. místo Mezinárodní kategorie
- Czech Press Photo 2017 – 1. místo Příroda a Životní prostředí
- International Photographer of the Year 2017 - Honorable mention
- Siena International Photo Award 2019 2019 - Remarkable Artwork
- Siena International Photo Award 2020 - Honorable mention (Storyboard)